# Vanessa Marquez
Vanessa Marquez (Los Angeles megye, Kalifornia, 1968. december 21. – South Pasadena, Kalifornia, 2018. augusztus 30.) amerikai színésznő.

## Halála
Táplálkozási rendellenséggel küzdött, ami folyamatos rosszulléteket váltott ki nála, és ennek következtében mentális zavarok is felléptek. 2018. augusztus 30-án először orvost, majd a rendőröket hívták ki hozzá, mert a színésznő megtagadta az orvosi ellátást. Ezt követően egy fegyverrel hadonászott a rendőrök felé, ezért azok lelőtték őt és azonnal kórházba szállították, de útközben életét vesztette.

## Filmjei
- Mutasd meg, ki vagy (Stand and Deliver) (1988)
- Night Children (1989)
- To My Daughter (1990, tv-film)
- Wiseguy (1990, tv-sorozat, két epizódban)
- Sweet 15 (1990, tv-film)
- Locked Up: A Mother's Rage (1991, tv-film)
- Tequila és Bonetti (Tequila and Bonetti) (1992, tv-sorozat, egy epizódban)
- Seinfeld (1992, tv-sorozat, egy epizódban)
- Húszdolláros komédia (Twenty Bucks) (1993)
- A vér kötelez (Bound by Honor) (1993)
- Mániákus zsaru 3.: A hallgatás jelvénye (Maniac Cop 3: Badge of Silence) (1993)
- Fater élve vagy halva (Father Hood) (1993)
- Életveszély (State of Emergency) (1994, tv-film)
- Nurses (1994, tv-sorozat, egy epizódban)
- Melrose Place (1994, egy epizódban)
- Vészhelyzet (ER) (1994–1997, tv-sorozat, 27 epizódban)
- Halálos hazugságok (All Lies End in Murder) (1997, tv-film)
- Malcolm & Eddie (1999, tv-sorozat, három epizódban)
- Meggyanúsítva (Under Suspicion) (2000, hang)
- Fire & Ice (2001, tv-film)
- Return of Pink Five (2006, rövidfilm)
- Shift (2013)
- The Problem with Evolution (2017, rövidfilm)